# Päärdu
Päärdu est un village de la commune de Vigala du comté de Rapla en Estonie.
Au 31 décembre 2011, il compte 69 habitants.